# Yukarıiğdeağacı, Beylikova
Yukarıiğdeağacı là một xã thuộc huyện Beylikova, tỉnh Eskişehir, Thổ Nhĩ Kỳ. Dân số thời điểm năm 2011 là 165 người.